# Uthai Thani
Uthai Thani (thailändisch อุทัยธานี) ist eine Stadt (เทศบาลเมืองอุทัยธานี) in der thailändischen Provinz Uthai Thani. Sie ist die Hauptstadt des Landkreises Amphoe Mueang Uthai Thani und der Provinz Uthai Thani.
Die Stadt Uthai Thani hat 15.838 Einwohner (Stand 2012).

## Geographie

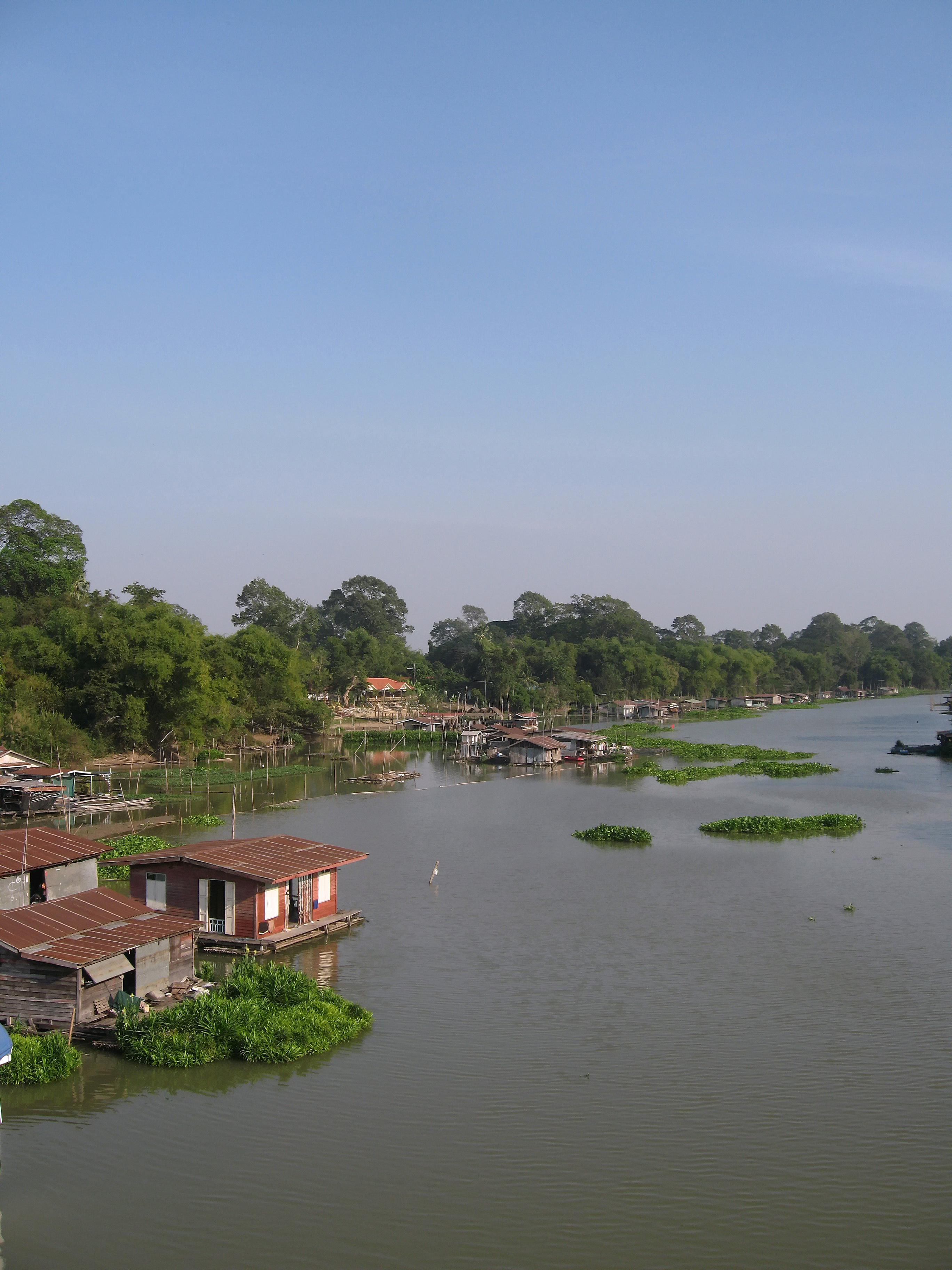
Fluss Sakae Krang in der Stadt Uthai Thani

Uthai Thani liegt etwa 230 Kilometer nördlich der Landeshauptstadt Bangkok am Fluss Sakae Krang im Schwemmland des Chao Phraya. Die Stadt liegt etwas abseits der Touristenpfade.

## Wirtschaft und Bedeutung
Landwirtschaftliche Produkte, wie Reis und Früchte, bringen den Hauptanteil der Einnahmen. Darüber hinaus gibt es eine wachsende Bambus verarbeitende Industrie.

## Verkehr
Uthai Thani ist direkt nur mit dem Bus zu erreichen. Der nächste Bahnhof ist Noen Makok Train Station in dem Landkreis Phayuha Khiri, der Provinz Nakhon Sawan. Der nächste Flughafen ist der Flughafen Nakhon Sawan in dem Landkreis Mueang Nakhon Sawan, der Provinz Nakhon Sawan.

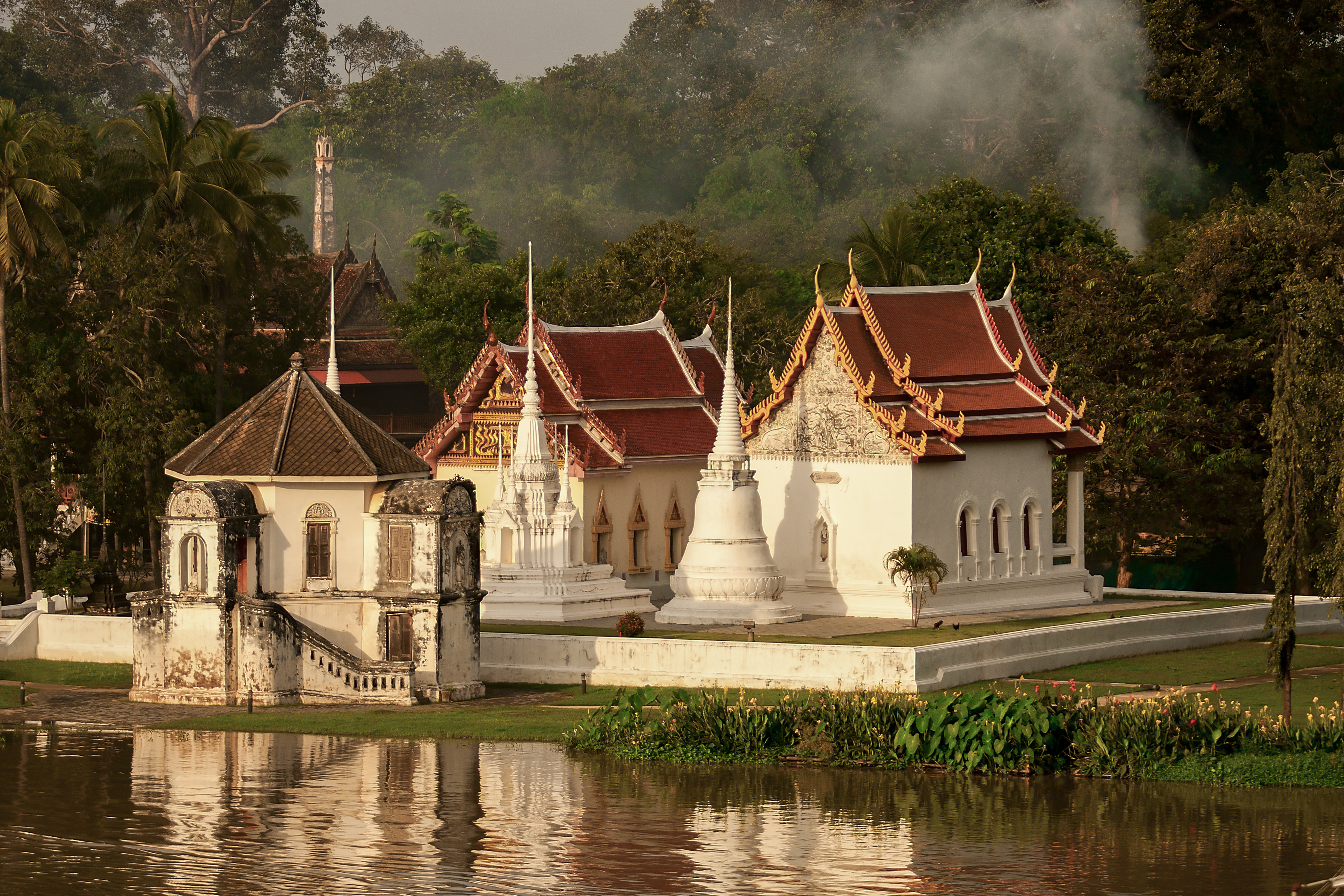
Wat Ubosatharam

## Sehenswürdigkeiten
- Wat Sangkat Rattana Khiri (Thai: วัดสังกัสรัตนคีรี) – buddhistische Tempelanlage (Wat) am Fuße des Khao Sakaekrang (Sakaekrang-Hügel) mit einer großen Buddha-Statue im Sukhothai-Stil. Sie wurde zur Zeit von König Phutthayotfa Chulalok  (Rama I.) hergestellt und soll im Kopf eine Reliquie enthalten.
- Wat Ubosatharam (auch: Wat Bot; Thai วัดอุโปสถาราม) – am östl. Ufer des Mae Nam Sakaekrang, mit Wandmalereien aus der Rattanakosin-Periode in Ubosot und Wihan. Sehenswert auch die alten Bai Sema, die Grenzsteine des Ubosot.
- Wat Chantharam (Thai: วัดจันทาราม) auch: Wat Tha Sung – buddhistischer Tempel im Tambon Tha Sung mit einem mit Spiegelmosaik ausgekleideten Ubosot
- idyllische Bergwelt östlich von Uthai Thani.

## Verwaltung
Die Stadt (Thesaban Mueang) Uthai Thani (Thai: เทศบาลเมืองอุทัยธานี) umfasst den gesamten Tambon Uthai Mai.

## Persönlichkeiten
- Thanakorn Kamkhoma (* 1982), Fußballspieler
- Sarawut Koedsri (* 1989), Fußballspieler

## Hochwasser 2011
Im September und November 2011 trat nach starken Regenfällen und schlechtem Hochwasserschutz ein Großteil des Flusses Sakae Krang  über seine Ufer. Der Hauptmarkt am Flussufer in Uthai Thani stand über sieben Wochen lang bis zu 160 cm unter Wasser. Auch der wenige Kilometer entfernte neue Markt war fast genauso lange stark überschwemmt.